# Molučki otoci
Molučki otoci ili Začinski otoci,  ime pod kojim su u razdoblju kolonijalizma bili poznati, su indonezijska otočna grupa između otoka Sulawesi i Nova Gvineja. Prostiru se na području od 74.505 km² s 2,1 milijun stanovnika. Glavni grad područja je Ambon. Otočna grupa je podijeljena na dva upravna područja, pokrajinu Moluci (Maluku) i pokrajinu Sjeverni Moluci (Maluku Utara). Najvažniji otoci sjeverne grupe su Halmahera, Ternate i Sula, a najvažniji u južnom dijelu su Ambon, Seram i Buru, te manje otočne grupe Banda, Aru i Tanimbar. Na otocima žive Malajci, Alfuri i Ambonci. Prvobitni veliki udio kršćana (oko 35%) u zadnje vrijeme opada zbog brojnog doseljavanja muslimana iz ostalih dijelova Indonezije.
Prva europska uporišta osnovali su Portugalci 1512. i odavde su kontrolirali put začina prema Europi. Molučki otoci 1663. dolaze u posjed Nizozemske. U ratovima s Napoleonom nizozemske posjede zauzimaju Englezi (1796. – 1802. i 1810. – 1816.). U vrijeme 2. svjetskog rata otoke zaposjeda Japan, a nakon rata, oni postaju dio Indonezije.
Kršćanski dio stanovništva Molučkih otoka je na južnom dijelu otočja 1950. proklamirao nezavisnu Republiku Južnih Moluka (Republik Maluku Selatan ili Republiek der Zuid-Molukken). Ovaj pokušaj uzurupacije vlasti Indonezija je oružjem potisnula 1963., no napetosti između kršćana i muslimana i dalje tinjaju, što je dovelo do stanja sličnog građanskom ratu. Nemiri su ponovo intenzivirani od 1998. Oko 80.000 stanovnika je napustilo to područje u strahu od nastavka i rasplamsavanja nemira.